# Эрнст I (герцог Саксен-Кобург-Готский)
Эрнст I Антон Карл Людвиг Саксен-Кобург-Готский (нем. Ernst I. Anton Carl Ludwig von Sachsen-Coburg-Gotha; 2 января 1784, Кобург — 29 января 1844, Гота) — герцог Саксен-Кобург-Заальфельдский в 1806—1807 годах (номинально) и с 28 июля 1807 года по 12 ноября 1826 года под именем «Эрнст III»; первый герцог Саксен-Кобург-Готский с 12 ноября 1826 года под именем «Эрнст I». Происходил из эрнестинской линии династии Веттинов.
Военачальник времен наполеоновских войн. Также служил в русской армии, где получил звание генерала от кавалерии (1832). В России более известен под именем Фердинанд Эрнст Август Саксен-Кобургский.
После угасания Саксен-Гота-Альтенбургской ветви в 1826 году Эрнст присоединил к своим владениям Готу, уступив Заальфельд герцогу Саксен-Мейнингенскому. С этого момента он стал носить титул герцога Саксен-Кобург-Готского.
Эрнст был дядей королевы Великобритании Виктории, вышедшей замуж за его второго сына Альберта; от их брака происходит Саксен-Кобург-Готская британская королевская династия, в 1917 году сменившая название на «Виндзорская».

## Происхождение

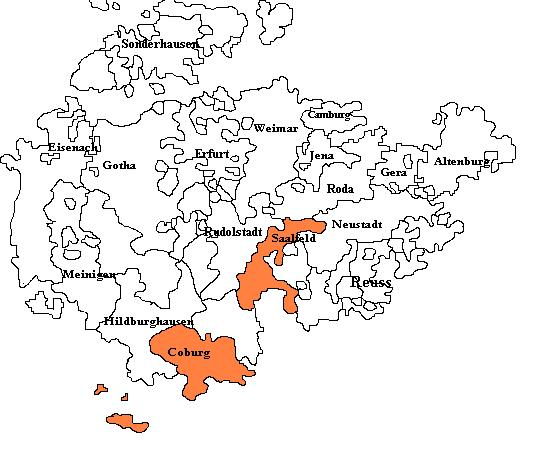
Владения Саксен-Кобург-Заальфельдской ветви Веттинов

Эрнст происходил из Саксен-Кобург-Заальфельдской ветви Эрнестинской линии Веттинов, родоначальником которой был Иоганн Эрнст (1658 — 1729), один из младших сыновей Эрнста I, герцога Саксен-Готского, получивший при разделе отцовский владений герцогство Саксен-Заальфельд. После смерти в 1699 году бездетного брата Альбрехта он начал долгий спор за увеличение наследства за счёт Саксен-Кобурга, который был окончательно решён только уже после его смерти — в 1735 году, после чего ветвь и получила название Саксен-Кобург-Заальфельдской.
Эрнст был старшим из выживших сыновей Франца, герцога Саксен-Кобург-Заальфельдского, от второго брака с Августой-Каролиной фон Рёйсс-Эберсдорф. Одна из его сестёр, Юлиана Генриетта (в православии Анна Фёдоровна), в 1796 года стала женой великого князя Константина Павловича; другая сестра, Виктория, вышла замуж за герцога Кентского, родив ему дочь — будущую королеву Викторию. Из его младших братьев один, Леопольд, породнился с британской королевской семьёй, женившись на рано умершей принцессе Шарлотте — предполагаемой наследнице трона; позже он стал первым королём Бельгии. Другой брат, Фердинанд, стал родоначальником ветви Саксен-Кобург-Когари, одна линия которой занимала Португальский трон, а другая — Болгарский трон.

Родители Эрнста
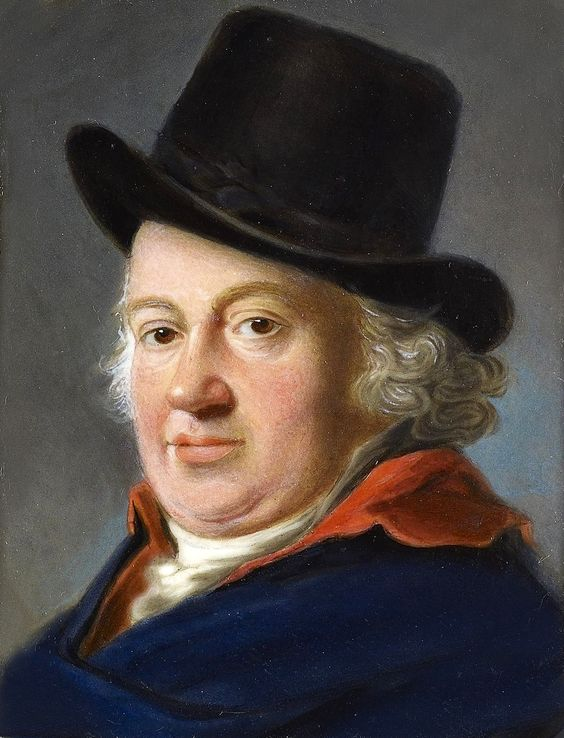
Франц, герцог Саксен-Кобург-Заальфельдский
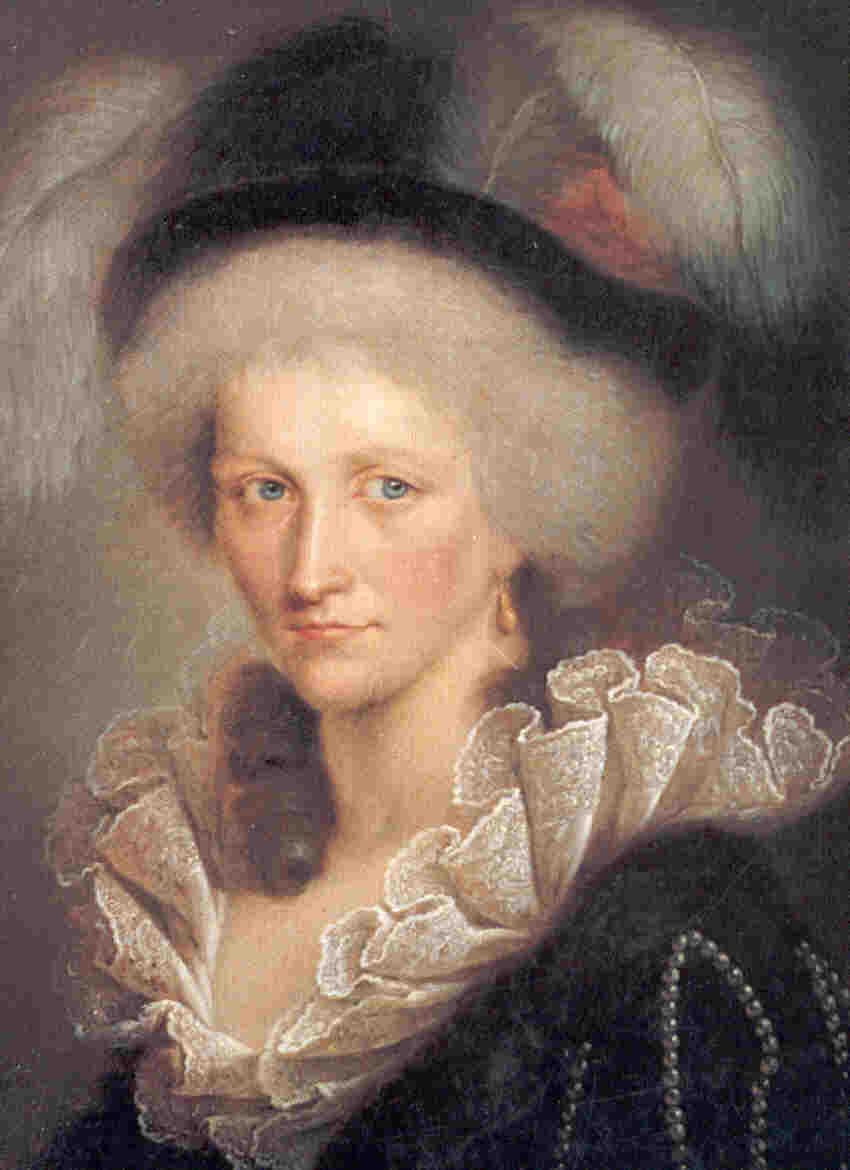
Августа-Каролина фон Рёйсс-Эберсдорф, герцогиня Саксен-Кобург-Заальфельдская

## Детство и военная карьера
В 1790 году 6-летний Эрнст зачислен капитаном в лейб-гвардии Измайловский полк личным распоряжением Екатерины II, 19 ноября 1796 года приказом Павла I произведён в полковники Измайловского полка. В генерал-майоры произведён Александром I 19 марта 1801 года с переводом в лейб-гвардии Конный полк. В этом же полку служил его брат Леопольд.
Получил образование в Лозанне. Участвовал в боевых действиях в Австрии в 1805 году, во время битвы при Аустерлице состоял в свите Александра I, но в 1806 году был вынужден вернуться в Кобург в связи с ухудшившимся здоровьем отца. В франко-прусской войне 1806 года принимал участие, будучи приглашён прусским королём Фридрихом Вильгельмом III, в её рамках участвовал в сражении при Ауэрштедте и после поражения привел остатки прусской армии в Кенигсберг. После этого, в июне 1807 года, принимал участие в сражении при Гейльсберге и битве под Фридландом, награждён золотым оружием с алмазами.
После смерти Франца Саксен-Кобург-Заальфельдского в декабре 1806 года Эрнст, будучи наследником, не смог сразу вступить в управление герцогством Саксен-Кобург, поскольку его территория находилась под контролем французских войск; лишь после заключения Тильзитского мира Наполеон I передал Эрнсту его земли. Вернувшись в Кобург в июле 1807 года, Эрнст нашёл его разорённым войной и неудачным управлением. Несмотря на данное Наполеоном обещание возместить герцогу ущерб, тот так ничего от французов впоследствии и не получил.
В 1808 году Саксен-Кобургское герцогство вошло в Рейнский союз, созданный Наполеоном. Герцог Эрнст сражался на стороне французов в войне 1812 года как командир гвардейской бригады кирасир, а в начале 1813 года отличился в сражении при Лютцене. Однако сложные отношения между герцогом Эрнстом и французским императором сохранились и в дальнейшем (Наполеон даже говорил, что имя «Кобург» навсегда останется в списке его врагов), и 18 июля 1813 года, после Плейсвицкого перемирия, Саксен-Кобург покинул Рейнский союз, перейдя в лагерь его противников и поступив на австрийскую службу. За сражение под Кульмом удостоен русского ордена Святого Георгия 4 класса, а за сражение при Лейпциге, в историю вошедшее как Битва народов, — ордена Святого Александра Невского с бриллиантами.
В рамках антибонапартовской коалиции Эрнст Саксен-Кобургский командовал 30-тысячным 5-м Германским корпусом, входившим в состав Силезской армии фельдмаршала Блюхера. Во главе этих сил он отбил у маршала Мармона Майнц. 16 декабря 1813 года принят на русскую службу в чине генерал-лейтенанта и снова определён в свиту Александра I.
В 1814 году участвовал в сражениях при Бриенне, Ла-Ротьере, Арси-сюр-Обе, Сен-Дизье и Фер-Шампенуазе, был также активным участником боевых действий в 1815 году во Франции. Оставался на русской службе до самой смерти, в 1832 году будучи произведён в генералы от кавалерии.

## Герцог Саксен-Кобург-Готский

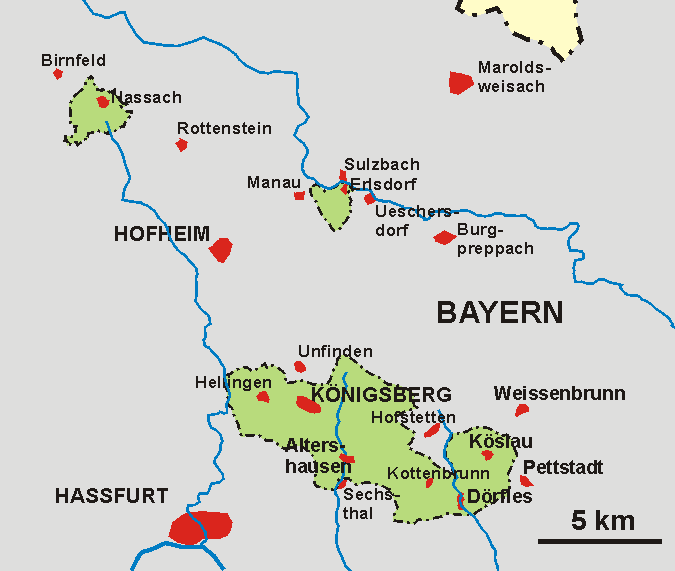
Карта герцогства Саксен-Кобург-Гота

На Венском конгрессе Эрнст Саксен-Кобургский отстаивал суверенитет Саксонии и получил от саксонского короля во владение земли на левом берегу Рейна (на территории бывшего французского департамента Саар) с 25 тысячами жителей, которые назвал княжеством Лихтенберг. В 1821 году ввёл в своих землях конституцию. Предпринимал шаги для развития хозяйства, судопроизводства и народного образования.
В 1826 году, после того, как после смерти герцога Фридриха IV, дяди жены Эрнста, прервалась Саксен-Гота-Альтенбургская династия, он присоединил к своим владениям Готу, в обмен уступив Заальфельд герцогу Саксен-Мейнингенскому. Как герцог Саксен-Кобург-Готский он принял имя Эрнста I (до 1852 года оба герцогства были соединены только личной унией). В Готе, где сохранились феодальные порядки, им был проведен ряд прогрессивных реформ, ликвидирована патримониальная (исходящая напрямую от сюзерена) система юстиции, отменены ограничения в торговле и промышленности (в том числе упразднены существовавшие монополии). При нём была учреждена Эрнестинская гимназия, увеличен бюджет герцогской библиотеки, увеличены зарплаты учителей, построены театры в Кобурге и Готе. В 1834 году Эрнст продал княжество Лихтенберг Пруссии за 2 млн талеров, купив на вырученные деньги в 1836—1838 годах земли в Пруссии и Баварии, необходимые для округления территории его собственного герцогства. Умер в январе 1844 года в замке Фриденштейн в Готе.

## Семья
В 1817 году Эрнст женился на Луизе Саксен-Гота-Альтенбургской (1800—1831), дочери герцога Саксен-Гота-Альтенбурга Августа и Луизы Шарлотты Мекленбург-Шверинской. Дети:
- Эрнст II (1818—1892), герцог Саксен-Кобург-Готский
- Альберт (1819—1861), принц-консорт Великобритании.

Этот брак был несчастливым, и в 1824 году супруги разошлись (официально развелись в 1826 году). Смерть в 1825 году дяди Луизы — последнего герцога Саксен-Гота-Альтенбургского Фридриха IV привела к спору между ветвями династии. Эрнст в то время был в процессе развода с Луизой, и из-за этого, другие ветви выступили против получения им Готы. Они достигли компромисса в ноябре 1826 года: Эрнст получил Готу и уступил Заальфельд ветви Саксен-Мейнинген.
В 1832 году Эрнст женился во второй раз на своей племяннице Антонии Марии Вюртембергской (1799—1860), дочери его сестры Антонии и Александра Вюртембергского. Детей в этом браке не было.
У Эрнста было три внебрачных ребёнка.

## Династические связи
Младший сын Эрнста I, Альберт Саксен-Кобург-Готский, женился на Виктории, королеве Великобритании (своей двоюродной сестре), и основал Саксен-Кобург-Готскую (с 1917 года — Виндзорскую) династию на английском престоле.
В родстве с Саксен-Кобург-Готскими герцогами находятся также королевские дома Бельгии (король Бельгии Леопольд I, в молодости также генерал русской службы, был родным братом Эрнста), Португалии и Болгарии.